# Ґарчин-Малий
Ґарчин-Малий (пол. Garczyn Mały) — село в Польщі, у гміні Калушин Мінського повіту Мазовецького воєводства.
Населення — 34 особи (2011).
У 1975-1998 роках село належало до Седлецького воєводства.

## Демографія
Демографічна структура станом на 31 березня 2011 року:
|          | Загалом | Допрацездатний вік | Працездатний вік | Постпрацездатний вік |
| -------- | ------- | ------------------ | ---------------- | -------------------- |
| Чоловіки | 16      | 4                  | 8                | 4                    |
| Жінки    | 18      | 6                  | 6                | 6                    |
| Разом    | 34      | 10                 | 14               | 10                   |